# Cmentarz wojenny nr 297 – Czchów
Cmentarz wojenny nr 297 – Czchów – austriacki cmentarz wojenny z okresu I wojny światowej wybudowany przez Oddział Grobów Wojennych C. i K. Komendantury Wojskowej w Krakowie na terenie jego okręgu VIII Brzesko.
Jest to kwatera na cmentarzu parafialnym w mieście Czchów w powiecie brzeskim województwa małopolskiego. 
Pochowano na nim 106 żołnierzy austro-węgierskich i 8 rosyjskich w grobie zbiorowym i 71 grobach pojedynczych. Ma kształt wielokąta. Głównym elementem cmentarza jest kamienny pomnik centralny, usytuowany w wysuniętej wnęce cmentarza. Zaprojektowany został przez austriackiego architekta Roberta Motkę. Cmentarz jest w bardzo dobrym stanie.

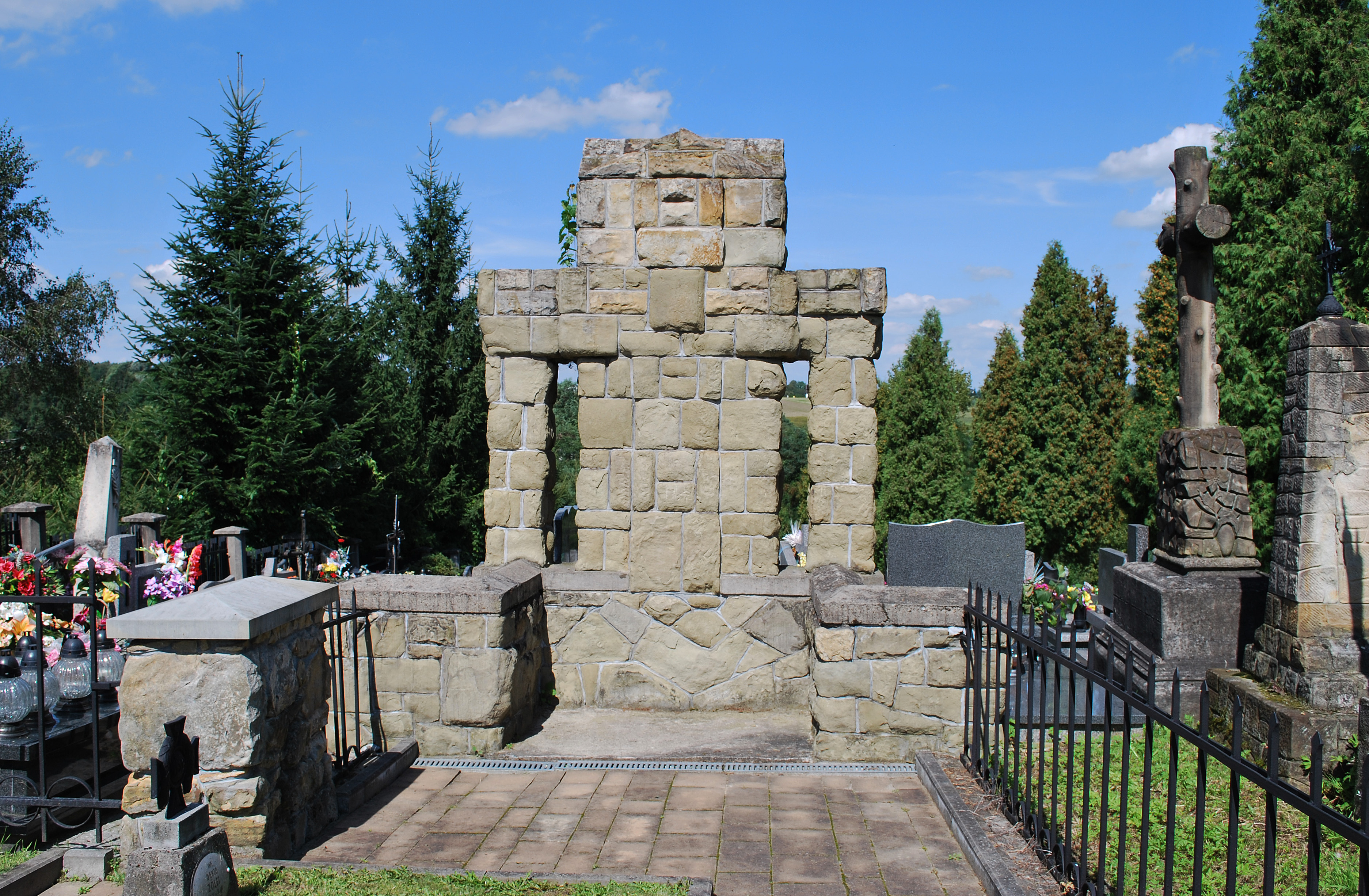
Pomnik